# Vinhedo
Vinhedo este un oraș în São Paulo (SP), Brazilia.